# Kevin Conroy
Kevin Nicholas Conroy (Westbury, Nueva York; 30 de noviembre de 1955-10 de noviembre de 2022) fue un actor estadounidense de teatro, televisión y voz, más conocido por dar su voz a Batman, personaje de DC Comics, en numerosas series animadas, videojuegos y películas que comprenden el Universo DC.

## Primeros años
Nacido en Westbury, New York, Conroy se mudó a Westport, Connecticut, cuando tenía once años de edad. Se trasladó a New York en 1973, cuando recibió una beca para la famosa división de drama de Juilliard, donde le dictaba clases John Houseman y donde compartió su cuarto con Robin Williams y el futuro Superman, Christopher Reeve. En 1978, después de graduarse de Juilliard, hizo una gira con The Acting Company, el grupo de actores de Juilliard, y en 1979, participó en la gira nacional de Ira Levin Deathtrap.[cita requerida]

## Carrera

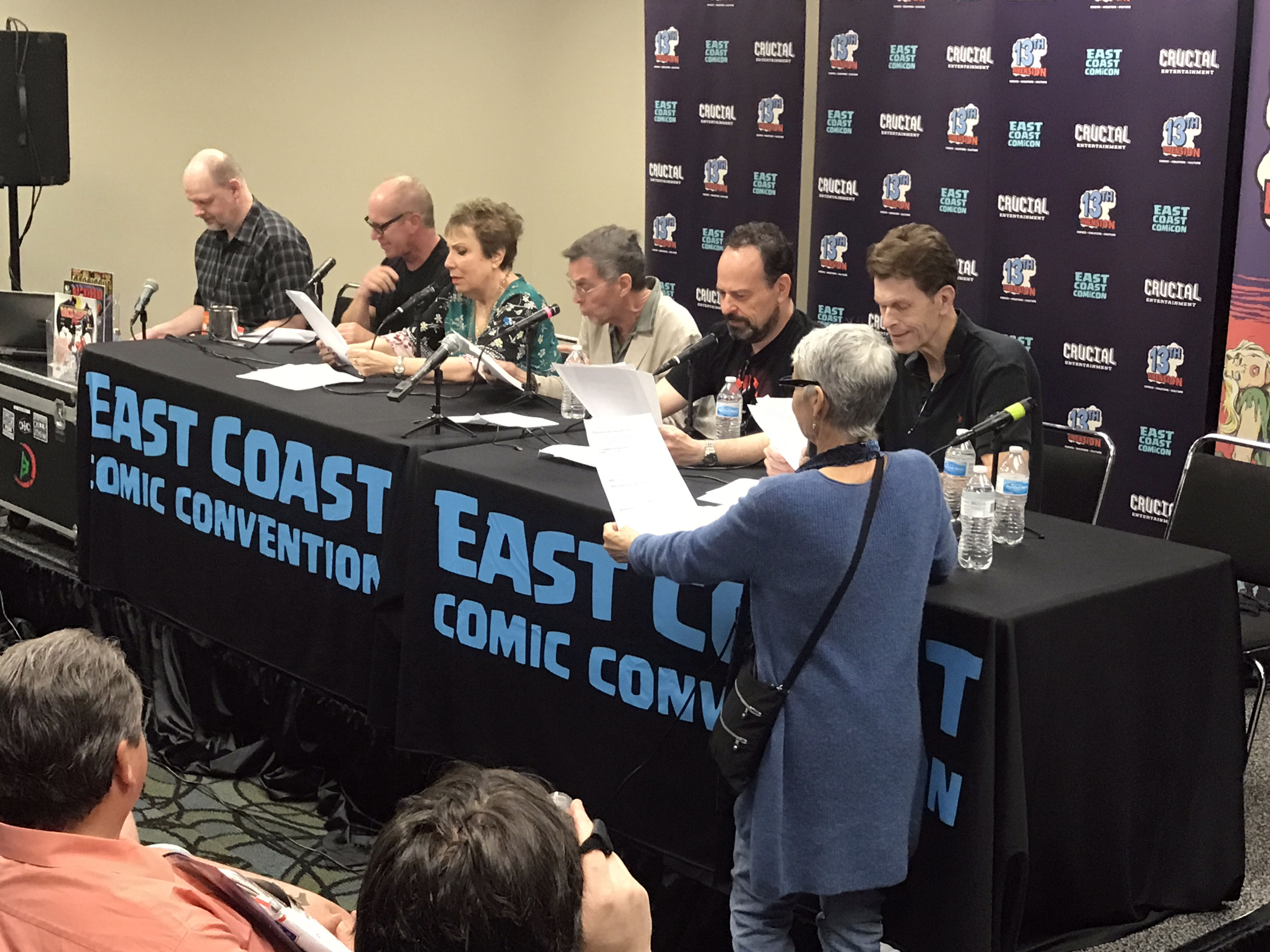
Cast and crew of the 1992 – 1995 television series Batman: The Animated Series at a panel discussion and table reading dedicated to that series at the Meadowlands Exposition Center on Sunday, 19 de mayo de 2019, Day 3 of the East Coast Comicon. Seated behind the table, from left to right: Moderator John Trumbull, director Kevin Altieri, and actors Diane Pershing, John Glover, Loren Lester, and Kevin Conroy. The woman standing near the table is actor/director Andrea Romano.

En 1980, decidió probar suerte en la televisión y se mudó a California. Consiguió trabajo en la telenovela Another World. Se asoció con el teatro Old Globe Theatre en San Diego, California, donde participó en producciones como Hamlet y A Midsummer Night's Dream. De 1980 a 1985, actuó en una variedad de clásicos contemporáneos y piezas teatrales, entre ellas la producción de Broadway Eastern Standard y Lolita. En 1984, desempeñó el papel principal en Hamlet, en el New York Shakespeare Festival. Regresó a la televisión en 1985, en la película de televisión Pacto, y en Search for Tomorrow. Trabajó en Ohara en 1987, y en Tour of Duty de 1987 a 1988, antes de comenzar en una serie de películas de televisión. También fue estrella invitada en: Cheers, Dinastía, Search for Tomorrow y Matlock.
En octubre de 2013, participó en The Daly Show haciendo una parodia como Batman, donde se enfrentó a Timothy Daly, quien hizo parodia como Superman (a quien Daly había dado voz previamente en Superman: The Animated Series).

### La voz de Batman
Conroy es conocido por el público como la voz de Batman en el DC Animated Universe, un papel que ocupó durante más de quince años. En primer lugar actuando en Batman: La Serie Animada (1992-1995), Conroy regresa al papel más tarde en la serie; The New Batman Adventures (1997-1999), Batman del futuro (1999-2001), Liga de la Justicia (2001-2004) y Liga de la Justicia Ilimitada (2004-2006). El ejercicio de su cargo en la función incluye también las películas animadas Batman: la Máscara del fantasma (1993), Batman & Sr Freeze: SubZero (1998), Batman Beyond: Return of the Joker (2000), Batman: el Misterio de Batwoman (2003) y  Batman: Gotham Knight (2008). Por último, apareció como estrella invitada en Superman: La Serie Animada, Static Shock y El Proyecto Zeta.
En un recuento de actuaciones que incluye episodios, películas, apariciones como invitado y como la voz de Batman, Conroy interpretó al personaje más veces que Adam West, Michael Keaton, Val Kilmer, George Clooney, Christian Bale, Ben Affleck y Robert Pattinson, todos juntos.
Además, también hicieron un parque temático de Batman donde el ponía la voz para el personaje, situada en el Warner Bros. Movie World de Queensland, Australia. Conroy también le puso la voz a Batman junto a Mark Hamill como El Joker y Jason Hillhouse como Dick Grayson en un extra en forma de guion gráfico para la edición especial en DVD de 2005 de la película Batman (1989) dirigida por Tim Burton. Esta escena hablaba sobre el origen de Robin, que no a apareció en la película porque los productores pensaron que estaba fuera de lugar en la trama de la película.
Como el resto de los actores principales de La Liga de la Justicia/La Liga de la Justicia Ilimitada, Conroy no participó en el lanzamiento de la película de 2008 de Bruce Timm: La Liga de la Justicia: La Nueva Frontera, aunque Timm dice que Conroy volverá para las producciones animadas de DC. Poco después, Conroy regresó como la voz de Batman para la miniserie animada Batman: Gotham Knight, que toma lugar cronológicamente entre dos películas con personas reales; Batman Begins y su secuela, The Dark Knight. En 2009 también volvió a tomar el papel de Batman en la película animada Superman/Batman: Enemigos Públicos.
En 2012, salió la película animada Justice League: Doom, donde presta nuevamente su voz en el personaje de Batman, la cual está basada en la miniserie JLA: Torre de Babel (del creador Dwayne McDuffie, a quien se le recuerda al final de esta película). En 2016 vuelve a interpretar a Batman, esta vez en la película Batman: The Killing Joke, adaptación del cómic del mismo nombre.
Conroy retoma su papel de Batman en el videojuego de 2024 Suicide Squad: Kill the Justice League.
También regresa en la tercera parte de la película animada, Justice League: Crisis on Infinite Earths, estrenada en julio de 2024.

### Fallecimiento
El 11 de noviembre de 2022, el actor murió a los 66 años de edad, después de luchar contra el cáncer.

## Filmografía
- Justice League: Crisis on Infinite Earths - Parte 3 - Batman/Bruce Wayne
- Suicide Squad: Kill the Justice League, (2024, videojuego) - Batman/Bruce Wayne
- Batwoman, (2019) - Bruce Wayne
- Batman: The Killing Joke, (2016) - Batman/Bruce Wayne
- Batman: Arkham Knight, (2015, Videojuego) - Batman/Bruce Wayne
- Batman vs. Robin, (2015)`- Thomas Wayne (cameo)
- Justice League: The Flashpoint Paradox, (2013) - Batman/Bruce Wayne (cameo)
- Injustice: Gods Among Us, (2013, videojuego) - Batman/Bruce Wayne
- Justice League: Doom, (2012) -Batman/Bruce Wayne
- Batman: Arkham City (2011; videojuego) - Batman/Bruce Wayne
- DC Universe Online (2011; videojuego online) - Batman
- Batman: Arkham Asylum (2009; videojuego) - Batman/Bruce Wayne
- Ben 10: Alien Force (2008) - Alien X
- Batman: Gotham Knight  (2008) - Batman/Bruce Wayne
- The Batman  (2006; serie de TV) - John Grayson (Estrella invitada; episodio: "A Matter of Family")
- Batman: Mystery of the Batwoman (2003) - Batman/Bruce Wayne
- Batman: Rise of Sin Tzu (2003; videojuego) - Batman/Bruce Wayne
- Lords of EverQues] (2003; videojuego) - Lord Palasa
- Max Payne 2: The Fall of Max Payne (2003; videojuego) - Lord Jack/Cleaner/Commando
- Liga de la Justicia / Liga de la Justicia Ilimitada (2001-2006; Serie animada) - Batman/Bruce Wayne
- Jak and Daxter: The Precursor Legacy (2001; videojuego) - Fisherman
- Batman: Vengeance (2001; videojuego) - Batman/Bruce Wayne
- Batman Beyond: Return of the Joker (2000) - Bruce Wayne/Batman
- Batman del futuro (1999-2001; Serie de TV) - Bruce Wayne
- Crusaders of Magic and Light (1999; video game) - ?
- Batman & Sr. Frío: Bajo Cero - (1998) - Batman/Bruce Wayne
- Las nuevas aventuras de Batman (1997-1999; serie animada) - Batman/Bruce Wayne
- Crash Bandicoot: Warped" (1998) - Dr. Nefarious Tropy
- The Office (1995; serie de TV) - Steve Gillman
- Island City (película para TV) (1994; película para TV) - Col. Tom Valdoon
- Batman: la máscara del fantasma - (1993; película animada) - Batman/Bruce Wayne
- Batman: La Serie Animada (1992-1995; Serie animada) - Batman/Bruce Wayne
- Rachel Gunn, R.N. (1992; Serie de TV) - Dr. David Dunkle
- Chain of Desire (1992) - Joe
- The Secret Passion of Robert Clayton (1992; película para TV) - Hunter Roy Evans
- Battle in the Errogenous Zone (1992; película para TV) - Mondo Ray
- Hi, Honey - I'm Dead (1991; película para TV) - Brad Stadler
- The Face of Fear (1990; película para TV) - Frank Dwight Bollinger
- So Proudly We Hail (1990; película para TV) - Francis Crosby
- Killer Instinct (1988; película para TV) - Dr. Steven Nelson
- Tour of Duty (1987-1988; serie de TV) - Capt. Rusty Wallace
- O'hara (1987; TV series) - Capt. Lloyd Hamilton
- Dynasty (1985-1986; película para TV) - Bart Fallmont
- Covenant (1985; película para TV) - Stephen
- Search For Tomorrow (1984-1985; película para TV) - Chase Kendall
- George Washington (1984; miniserie de TV) - John Laurens
- Kennedy (1983; miniserie de TV) - Ted Kennedy
- Born Beautiful (1982; película para TV) - Stan
- Another World (1980-1981; película para TV) - Jerry Grove #2
- How To Pick Up Girls! (1978; película para TV) - Cantinero

## Obras de teatro
| Obra                      | Personaje      | Locación de la actuación       | Año               |
| ------------------------- | -------------- | ------------------------------ | ----------------- |
| Accounts                  | ?              | Hudson Guild                   | ?                 |
| Come Back Little Sheba    | ?              | Roundabout Theatre             | ?                 |
| Deathtrap                 | ?              | (En Broadway)                  | 1979              |
| Eastern Standard          | ?              | Golden Theatre (Broadway)      | 1989              |
| The Greeks                | ?              | Hartford Stage                 | ?                 |
| Hamlet                    | Hamlet         | New York Shapespeare Festival  | 1984              |
| Hamlet                    | Hamlet         | Old Globe Theatre, San Diego   | ?                 |
| King Lear                 | ?              | San Diego Shakespeare Festival | ?                 |
| The Last Yankee           | Lenny Hamilton | Signature Theatre              | 12/30/97 - 2/8/98 |
| Lolita                    | ?              | (En Broadway)                  | ?                 |
| A Midsummer Night's Dream | Lysander       | New York Shakespeare Festival  | 1984              |
| A Midsummer Night's Dream | Lysander       | Old Globe Theater, San Diego   | 1982              |
| Mother Courage            | ?              | ?                              | ?                 |
| Much Ado About Nothing    | ?              | San Diego Shakespeare Festival | ?                 |